# David William Lewis

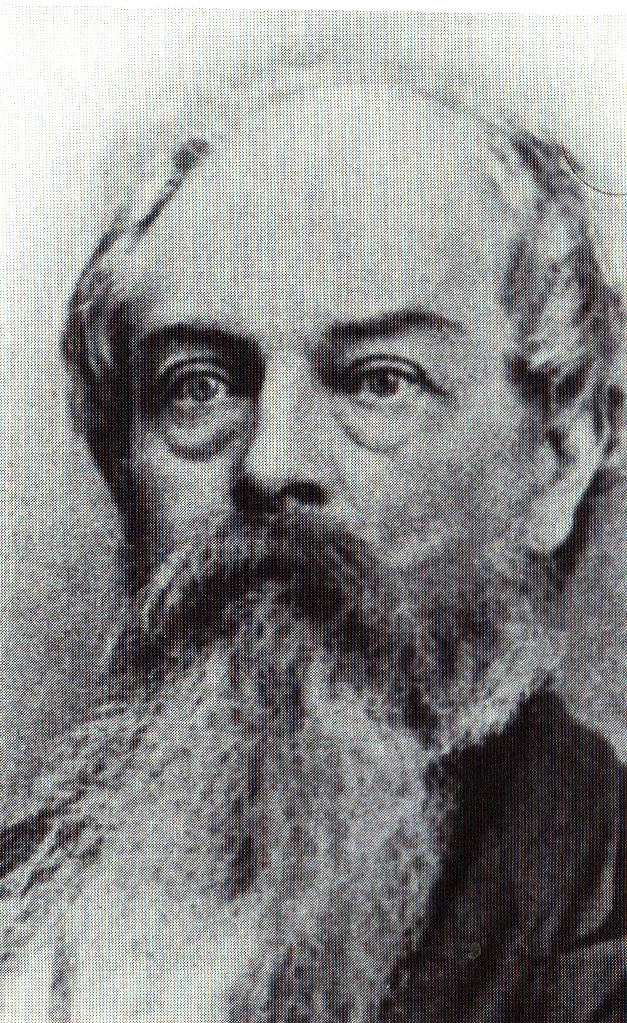
David William Lewis

David William Lewis (* 24. Oktober 1815 im Hancock County, Georgia; † 28. Dezember 1885 in Dahlonega, Georgia) war ein US-amerikanischer Jurist und ein konföderierter Politiker.

## Werdegang
David William Lewis wurde ungefähr acht Monate nach dem Ende des Britisch-Amerikanischen Krieges geboren. 1837 graduierte er am Franklin College. Danach war er als Privatsekretär für Gouverneur George Rockingham Gilmer (1790–1859) tätig. Seine Zulassung als Anwalt erhielt er 1843. Er saß dann zwischen 1845 und 1855 im Repräsentantenhaus von Georgia, wo er den Hancock County vertrat. Seine Amtszeit war vom Mexikanisch-Amerikanischen Krieg überschattet. Lewis war Gründungsmitglied der Georgia State Agricultural Society, viele Jahre lang dort als Secretary tätig und ihr dritter Präsident. 1855 wurde er zum Trustee an der University of Georgia ernannt – eine Stellung, die er ununterbrochen 30 Jahre lang innehatte. Während des Bürgerkrieges wurde er im November 1861 als Abgeordneter für den fünften Wahlbezirk von Georgia in den ersten Konföderiertenkongress gewählt, wo er bis 1864 tätig war. Lewis wurde 1873 der erste Präsident des neu gegründeten North Georgia Agricultural College. Er bekleidete den Posten bis zu seinem Tod am 28. Dezember 1885. Sein Leichnam wurde zuerst auf dem Stadtfriedhof von Dahlonega beigesetzt, dann aber 1891 zum North Georgia Agricultural College umgebettet.

## Ehrungen
Ein Denkmal von David William Lewis wurde ihm zu Ehren 1891 auf dem Campus vom North Georgia Agricultural College aufgestellt.